# Университет Дуйсбурга — Эссена
Университет Дуйсбурга-Эссена (нем. Universität Duisburg-Essen) — государственный университет, расположенный в городах Дуйсбург и Эссен в земле Северный Рейн-Вестфалия, ФРГ. Он был создан в 2003 году в результате слияния дуйсбургского Университета им. Герхарда Меркатора и Университета Эссена. Университет входит в образованный в 2007 году альянс университетов «Метрополия Рур» (нем. Metropole Ruhr).
Университет Дуйсбурга-Эссена входит в десятку крупнейших немецких университетов. На 2018 год в нём учится более 43 000 студентов на 12 факультетах.

## История

### Дуйсбургский университет
Истоки университета берут своё начало в 1555 году, когда герцог Юлих-Клеве-Бергский Вильгельм V „Богатый“ решил основать в своих землях университет. Но ему это не удалось, и университет был открыт только через 90 лет, после того, как герцогство Клеве отошло к курфюрсту Фридриху Вильгельму. Открытие состоялось 14 октября 1655 года, первым ректором стал Иоганн Клаудберг.
В университете было 4 факультета - теологический, медицинский, юридический и свободных искусств. Он считался одним из ведущих университетов западной Пруссии.
К несчастью, всего через несколько десятилетий стала значительной конкуренция с голландскими университетами.
Со временем университет пришёл в упадок и 18 октября 1818 был официально закрыт указом Фридриха Вильгельма III. В то же время был основан Боннский университет, которому досталась большая часть библиотеки Дуйсбургского университета.
С 1818 по 1891 в Дуйсбурге не было ни одного высшего учебного заведения.
В 1891 «Рейнско-Вестфальская металлургическая школа» была переведена из Бохума в Дуйсбург. Позже она была преобразована в «Прусскую Королевскую школу машиностроения и металлургии», переименованную в 1938 году в «Государственную инженерную школу».
В 1960 федеральное правительство приняло решение о переводе педагогической академии из Кеттвига (сегодня- район Эссена) в Дуйсбург. После переезда в 1968 году, новое учебное заведение назвали «Рурским педагогическим университетом».
Эти учебные заведения составили основу открытого в 1972 году „Gesamthochschule Duisburg“. Первым ректором стал профессор Гельмут Шрай.  В 1994 году сенат университета принял решение о его переименовании в «Университет имени Герхарда Меркатора» (нем. „Gerhard-Mercator-Universität“), признавая заслуги учёного, который был доцентом в Академической гимназии Дуйсбурга в конце XVI века. Открытие университета было частью политики регионального правительства по рассредоточению ВУЗов.

### Эссенский университет
Университетская высшая школа в Эссене (нем. „Universität-Gesamthochschule Essen“) была основана в 1972 году. Её основание являлось частью политики земли Северный Рейн-Вестфалия по структурным преобразованиям Рурской области и переходу  от угледобывающей и сталелитейной промышленности к неиндустриальным отраслям.
Кампус был построен в форме четырёхугольника на северном краю старого города Эссена, на месте снесённой ранее части рабочего квартала Зегерот. Это было сделано и с целью интеграции студентов в городскую жизнь.
В состав Высшей школы вошла и Университетская клиника Эссена, расположенная южнее, в районе Хольстерхаузен. Основанная в 1909 году больница стала в 1963 вторым медицинским факультетом мюнстерского университета, в 1967 присоединена к основанному в то время Рурскому университету в Бохуме, и, наконец, в 1972 году стала частью Universität-Gesamthochschule Essen. Таким образом, эссенская высшая школа, наряду с дюссельдорфской, стали единственными из основанных тогда в земле Северный Рейн-Вестфалия Gesamthochschule, имеющими университетскую клинику.
В 1972 часть Folkwang-Hochschule (сегодня - Университет искусств Фолькванг) перешла в подчинение эссенской высшей школы, но 2007 году была возвращена, хотя территориально здания расположены в кампусе университета Эссена.
Кроме того, к Университетской высшей школе была присоединена и Педагогическая высшая школа Эссена (нем. „Pädagogische Hochschule Essen“), располагавшаяся в квартале Рюттеншайд; Высшая школа машиностроения (нем. „Fachhochschule für Maschinenbau“) на Шутценбан и Высшая школа строительства (нем. „Fachhochschule für Bauwesen“) в квартале Мольтке. Кроме зданий педагогической школы, все они используются университетом и сегодня.
Со временем Университетская высшая школа развилась в полноценный университет.

### Слияние университетов
Слияние университетов было предложено региональному правительству ректорами обоих ВУЗов для объединения усилий и использованию общего потенциала. При этом обсуждение конкретных шагов было непростым. Юридически слияние было закреплено законом ландтага Северного Рейна-Вестфалии от 18 декабря 2002 года.
После объединения университетов основные направления распределились следующим образом: медицинские специальности преподаются в Эссене, педагогические тоже, инженерные и общественные науки - в Дуйсбурге. Программы по таким специальностям, как информатика и экономика, существуют в обоих кампусах. В некоторых случаях студентам приходится посещать курсы в обоих кампусах. Между кампусами регулярно ходит университетский автобус.
Университетская библиотека разделена на шесть специализированных, расположенных в обоих городах.
В 2008 году в эссенском кампусе было открыто новое здание химического факультета S07, где располагаются более 100 современных лабораторий. В рамках реорганизации ботанический сад университета был перенесён в Гругапарк в Эссене.
В марте 2007 совместно с Техническим Университетом Дортмунда и Рурским университетом в Бохуме был основан альянс университетов «Метрополия Рур» (нем. Metropole Ruhr), призванный усилить взаимодействие университетов в сферах преподавания и научных исследований. В общей сложности в трёх университетах более 120.000 студентов и 1.300 профессоров.
В 2016 году университет был включён в список Times Higher Education 250 лучших в мире. В том же году он попал на 17 место в списке лучших университетов, существующих менее 50 лет.
Университет участвует в программе Эразмус.
Также он входит в сеть европейских университетов AURORA.

## Административное устройство
Сегодня в университете имеется 12 факультетов:
- Факультет гуманитарных наук
- Факультет общественных наук
- Факультет педагогики
- Факультет искусства и дизайна
- Факультет бизнеса и экономики
- Школа менеджмента им. Меркатора
- Факультет математики
- Факультет физики
- Факультет химии
- Факультет биологии и географии
- Инженерный факультет
  - Кафедра строительных наук
  - Кафедра электротехники и информационных технологий
  - Кафедра компьютерных наук и прикладных когнитивных наук
- Факультет медицины

Всего в университете существует 244 программы обучения.

## Исследования

### Ключевые направления
Университет выделяет четыре главных области исследований:
- Нанотехнологии
- Биомедицина
- Городские системы (нем. Urbane Systeme)
- Изменения в современном обществе (нем. Wandel von Gegenwartsgesellschaften)

Немецким Центром развития ВУЗов (de:Centrum für Hochschulentwicklung) в 2009 году исследовательская деятельность в следующих областях была признана значительной и заняла высокое место среди немецких университетов:
- бизнес-администрирование (факультет экономики)
- педагогика (факультет образовательных наук)
- математика (математический факультет)

### Основные научные институты
- Альянс восточноазиатских исследований (англ. „Alliance for Research on East Asia“,AREA Ruhr, совместно с Рурским университетом в Бохуме)[17]
- Институт восточноазиатских исследований (нем. „Institut für Ostasienwissenschaften“,IN-EAST)[18]
- Институт магнитного резонанса имени Эрвина Хана (нем. „Erwin L. Hahn Institut für Magnetresonanz“, совместно с университетом Неймегена)[19]
- Институт экспериментальной математики (IEM)
- Интердисциплинарный центр исследований интеграции и миграции (InZentIm)[20]
- Интердисциплинарный центр наноаналитики (ICAN)[21]
- Интердисциплинарный центр педагогических исследований (IZfB)[22]
- Культурно-научный институт Эссена (совместно с университетами Бохума и Дортмунда)[23]
- Немецко-французский институт автоматизации и роботики (IAR) [24]
- Центр вычислительных наук и симуляций (CCSS)[25]
- Центр исследований воды и окружающей среды (ZWU)[26]
- Центр исследований глобальной кооперации (нем. „Käte Hamburger Kolleg“)[27]
- Центр исследований экономики здравоохранения (CINCH)[28]
- Центр логистики и транспорта (ZLV)[29]
- Центр медицинской биотехнологии (ZMB)[30]
- Центр наноинтеграции (CeNIDE)[31]
- Центр эмпирических исследований образования (ZeB)
- Эссенский колледж гендерных исследований (нем. „Essener Kolleg für Geschlechterforschung“,EKfG)[32]

### Ассоциированные институты
- paluno, Рурский институт программного обеспечения[33][34]
- Немецкий северо-западный центр исследования текстиля (DTNW)[35]
- Центр развития корабельных технологий и транспортных систем (DST)[36]
- Азиатско-тихоокеанский экономический исследовательский центр (FIP)[37]
- Институт энергии и технологии окружающей среды (IUTA)[38]
- Институт технологий мобильной и спутниковой связи (IMST)[39]
- Институт пропаганды здоровья и предотвращения заболеваний (IPG)[40]
- Институт водных исследований Рейна-Вестфалии IWW [41]
- Рейнско-рурский институт социальных исследований и политического консультирования (RISP)[42]
- Институт немецко-еврейской истории имени Соломона Людвига Штейнхейма (StI)[43]
- Центр технологий топливных элементов (ZBT)[44]

Также в университете есть Институт Конфуция

## Персоналии

### Ректоры
- 01.2003–09.2003 – Хайнер Клефнер (инициатор объединения университетов)
- 10.2003–03.2008 – Лотар Цехлин (1-й ректор)
- с 04.2008 – Ульрих Радтке

#### Лауреаты премии Меркатора
Ежегодно университетом вручается звание Mercator-Professur известным личностям, „проявляющим открытость и дальновидность в важных вопросах современности“. После этого они выступают в университете с публичной лекцией. Начиная с 1997 года следующие люди получили данное звание (до 2003 года присуждалось Дуйсбургским университетом):
- 1997: Ганс-Дитрих Геншер, политик, министр
- 1998: Зигфрид Ленц, писатель, новеллист, драматург
- 1999: Ян Филипп Реемтсма, филолог, преподаватель, эссеист и публицист, мультимиллионер, меценат и общественный деятель
- 2000: Ютта Лимбах, экс-председатель Конституционного суда Германии и бывшая глава Института им. Гёте
- 2001: Фолькер Шлёндорф, кинорежиссёр
- 2002: Ульрих Викерт, журналист и ведущий
- 2003: Daniel Goeudevert, писатель
- 2004: Вальтер Кемповски, писатель и историк
- 2005: Рихард фон Вайцзеккер, бывший федеральный президент Германии
- 2006: Неджла Келек, социолог и публицист
- 2007: Ханан Ашрауи, христианский палестинский политик и активистка
- 2008: Христиана Нюслайн-Фольхард, биолог, лауреат Нобелевской премии
- 2009: Петер Шолль-Латур, журналист и публицист[47]
- 2010: Алиса Шварцер[48], писатель, борец за права женщин
- 2011: Удо ди Фабио, профессор Боннского университета, бывший судья Федерального конституционного суда
- 2012: Вольфганг Хубер, евангелический теолог, епископ
- 2013: Маргарета фон Тротта, актриса, кинорежиссёр и сценарист
- 2014: не присуждалась[49]
- 2015: Гётц Вольфганг Вернер, предприниматель (DM)[50]
- 2016: Карл Леманн, кардинал
- 2017: Альфред Гроссер, публицист[51]
- 2018: Йоахим Гаук, политический деятель, федеральный президент ФРГ

### Поэты при университете
Университет Дуйсбурга-Эссена был первым и долгое время единственным вузом Германии, которые последовал американскому примеру и привлёк современных авторов (англ. „poets in residence“) в университет в качестве приглашенных лекторов для семинаров и выступлений. В 1975 году Мартин Вальзер был первым поэтом, который провёл в Эссене лекции поэтики.
Начиная с летнего семестра 2000 года следующие авторы являлись поэтами при университете:
- 2000: Эмине Севги Оздамар
- 2000/01: Kirsten Boie
- 2001: Фолькер Браун
- 2001/02: Роберт Гернхардт
- 2002: Mike Nicol
- 2003: Фридрих Кристиан Делиус
- 2003/04: Brigitte Burmeister
- 2004: Георг Кляйн
- 2004/05: Andreas Steinhöfel
- 2005: Ёко Тавада
- 2005/06: Dagmar Leupold
- 2006: Friedrich Ani
- 2006/07: Ханс-Ульрих Трайхель
- 2007: Терезия Мора
- 2007/08: Zafer Şenocak
- 2008: Jürgen Lodemann
- 2009/10: Klaus Händl
- 2010/11: Judith Kuckart
- 2011: Norbert Hummelt
- 2011/12: Норберт Шойер
- 2012: Guy Helminger
- 2012/13: Райнхард Йиргль
- 2013: Antje Rávic Strubel
- 2013/14: Bernhard Jaumann
- 2014/15: Катрин Рёггла
- 2015: Марион Пошманн
- 2016/16: Клаус Модик
- 2016: Лукас Берфус
- 2016/17: Доротее Элмигер, Reto Hänny
- 2017: Christof Hamann
- 2018: Peter Wawerzinek
- 2018/19: Петер Штамм

Ранее (с 1975 года) поэтами при университете были также Юрек Беккер, Wilhelm Genazino, Гюнтер Грасс, Günter Herburger, Rolf Hochhuth, Хайнар Кипхардт, Сейс Нотебом, Питер Рюмкорф и Dieter Wellershoff.